# Pausanias I van Sparta
Pausanias (Oudgrieks: Παυσανίας) was een Spartaanse generaal, en was ook een tijdje regent van Sparta. Hij was de zoon van generaal en voormalig regent Cleombrotus, de broer van de beroemde koning Leonidas I. Hij was net als zij lid van de Agiaden.
Toen zijn oom, Leonidas I in 480 v.Chr. stierf in de Slag bij Thermopylae, was zijn oudste zoon en normaal gezien ook opvolger, Pleistarchos, nog veel te jong. Daarom werd Pleistarchos aangesteld als koning in theorie, maar werd eerst Cleombrotus aangesteld als regent. Die werd echter opgeroepen om als generaal te gaan vechten bij de Landengte van Korinthe, en toen werd Pausanias aangesteld als regent. In feite had hij het bestuur van de stad in handen. Hij werd ook als opperbevelhebber gekozen om de Griekse coalitietroepen aan te voeren bij de beslissende Slag bij Plataeae, tegen de Perzische koning Xerxes I. De Grieken zouden die slag in 479 v.Chr. winnen.
In 478 v.Chr. voer Pausanias uit met 50 schepen, en veroverde hij de steden Hermione en Byzantium. Na de verovering van Byzantium zou hij enkele krijgsgevangen, vrienden van de Perzische koning Xerxes, hebben vrijgelaten. Hij zei echter dat ze ontsnapt waren. Bij zijn terugkeer in Sparta, werd hij beschuldigd van Medismos (Oudgrieks: Μηδισμος; collaboratie met de Perzen). Hij werd echter vrijgesproken, en keerde terug naar Byzantium. Daar bleef hij tot 471 v.Chr. De Atheners verdreven hem toen uit Byzanthium, en hij stichtte toen Troas. Daar zou hij brieven hebben uitgewisseld met Xerxes, en zou hij zijn hulp toegezegd hebben om alle Grieken onder Perzisch gezag te brengen.
De Spartanen kwamen daar achter, en ze beschuldigden hem, met de steun van de Griekse anti-Perzië coalitie, opnieuw van collaboratie. Deze keer vluchtte hij echter naar Kolonai. Even later keerde hij toch terug, waarna hij meteen gevangen werd gezet door de eforen. Hij werd echter meteen vrijgelaten, wegens een gebrek aan bewijs.
Enkele dagen na zijn vrijlating, zeiden enkele Heloten dat hij geprobeerd had hen om te kopen. Ook de boodschapper die Xerxes en Pausanias gebruikten voor hun briefwisseling, werd samen met heel wat bewijsstukken teruggevonden. De eforen besloten Pausanias toch te vervolgen.
Pausanias kwam echter achter de plannen van de eforen, en vluchtte weg naar de tempel van de godin Athena Chalkioikos. De Grieken kenden de onschendbaarheid van de tempel, en iemand die daar asiel had gevonden, moest met rust gelaten worden. In die tempel was er geen voedsel. Pausanias stierf, rond 467 v.Chr., aan verhongering.

De vaas die gevonden is in Vix (Frankrijk), die nu tentoongesteld staat in het museum te Châtillon-sur-Seine, was bedoeld als een cadeau van Pausanias aan koning Xerxes. Hij zou door huursoldaten (Heloten en Kelten) naar Xerxes gebracht worden. Deze vaas is daar echter nooit aangekomen, maar gestolen door de Kelten. Uiteindelijk is deze vaas met een hoogte van 1,65 meter en een inhoud van 1100 liter in Vix in een praalgraf van een Keltische prinses terechtgekomen.